# Huitième croisade
Batailles
La huitième croisade, qui a lieu en 1270, est lancée par le pape à la suite des menaces que le sultan mamelouk d'Égypte Baybars fait peser sur les États latins d'Orient, issus de la première croisade (1099).
Cette croisade, nouvel échec pour les chrétiens, est marquée par la participation du roi de France Louis IX, par le siège de Tunis qu'il établit en juillet 1270 et par sa mort au mois d'août.

## Situation au Proche Orient vers 1265
Depuis le passage de Louis IX en Terre sainte, pendant la septième croisade, les Mongols avaient envahi le Proche-Orient et conquis les émirats d'Alep et de Damas. Les Francs d'Orient avaient réagi diversement vis-à-vis des Mongols, la principauté d'Antioche et le royaume d'Arménie s'alliant avec eux alors que le royaume de Jérusalem et le comté de Tripoli faisaient alliance avec les Mamelouks. Néanmoins, la mort du grand khan Mongka fait revenir les Mongols dans leur pays d'origine pour régler les problèmes de succession. La question réglée, Houlagou, le khan mongole de Perse, revient et exige l'allégeance des Mamelouks qui refusent. Finalement, le sultan mamelouk Qutuz bat les Mongols à Aïn Djalout le 3 septembre 1260 et conquiert les émirats de Damas et d'Alep, encerclant les États francs. Qutuz est détrôné peu après par Baybars, qui ne cache pas sa volonté de rejeter tous les Francs de Syrie.
Louis IX suit de très près les événements d'Orient et, quand le pape Urbain IV décide la levée d'un impôt extraordinaire sur une durée de trois ans pour soutenir financièrement l'Orient chrétien, Louis IX soutient cette initiative et la porte à cinq ans malgré l'impopularité de cette mesure. Toutefois, craignant une invasion mongole de la Russie par la Horde d'or, personne ne se risque à partir en croisade. Ce danger écarté, le roi de France envoie des ambassades auprès d'Houlagou afin de conclure une alliance et une action militaire concertées contre l'Égypte mamelouke. 
Baybars attaque de son côté les restes des États latins d'Orient et prend Nazareth, Haïfa, Toron et Arsouf en 1265. Hugues III, roi de Jérusalem, débarque à Saint-Jean-d'Acre pour défendre la ville alors que Baybars est monté jusqu'en Arménie qui est à l'époque contrôlée par les Mongols.
Les Francs d'Outremer, occupés à leurs querelles internes et sans souverain depuis trente ans refusent de reconnaître l'autorité d'Hugues III et ne réagissent que mollement aux avancées de Baybars. En 1268, c'est Jaffa qui est prise. La guerre de siège qui prévalait jusqu'alors, grâce aux forteresses édifiées et restaurées par Louis IX lors de son séjour en 1250-1254, se transforme peu à peu en guerre de position.

## Lancement de la croisade

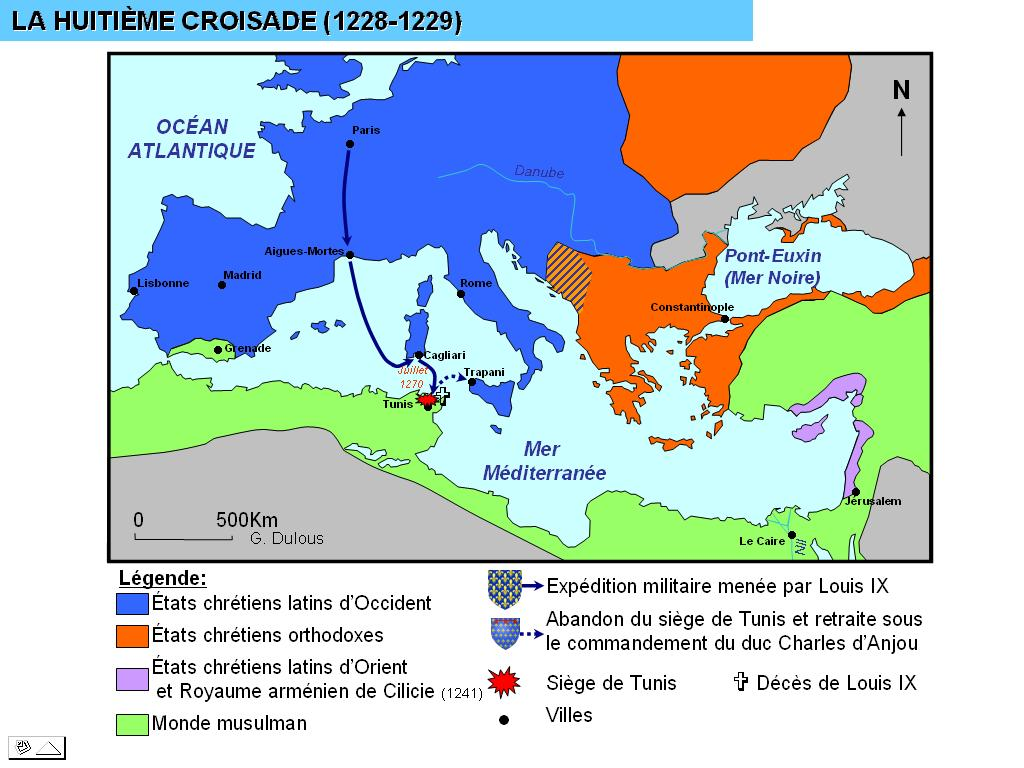
Parcours de la huitième croisade.

### Appels à la croisade et premières réactions des princes
À l'annonce de ces nouvelles, les papes Alexandre IV, Urbain IV et Clément IV appellent l'Occident à la croisade. 
Dès le mois d'avril 1266, le roi de Navarre Thibaut II, le duc de Brunswick Albert Ier, le duc de Bavière Louis II et le margrave de Misnie Henri III annoncent leur intention de partir combattre en Terre sainte au printemps 1267. 

### Entrée de Louis IX dans la croisade
Jusqu'en 1266, une partie des armées du royaume de France est occupée à soutenir Charles d'Anjou en train de conquérir le royaume de Sicile et de combattre Manfred de Hohenstaufen. 
Ce n'est qu'en 1266 que ce dernier est vaincu et que Louis IX annonce son intention de se croiser (24 mars 1267), transformant ces départs ponctuels en croisade organisée mais la retardant de trois ans. Cette annonce place le pape Clément IV dans l'embarras. Il souhaite que le roi reste en son royaume afin de maintenir la paix en Occident et, sachant la santé du roi fragile, craint une issue fatale à une telle expédition. D'autre part, les Francs d'Orient ne cachent pas leur besoin de renforts immédiats même s'ils sont limités. Finalement, le pape accepte et confie la prédication de la croisade au cardinal de Sainte-Cécile Simon de Brie, légat pontifical en France et futur pape Martin IV, puis à Raoul de Grosparmy, cardinal et évêque d'Albano. Bien que la nouvelle croisade soit mal accueillie,, Louis IX fixe le départ pour la première quinzaine de mai 1270 à partir d'Aigues-Mortes.

## Déroulement de la croisade

### Intervention des infants d'Aragon
En septembre 1269, Jacques, roi d'Aragon, qui s'est couvert de gloire en reprenant aux musulmans d'Espagne les îles Baléares (1229) et le royaume de Valence (1238), envoie ses deux bâtards Fernando Sanchez et Pedro Fernandez en Terre sainte. Les Hospitaliers de l'ordre de Saint-Jean de Jérusalem et les chevaliers de l'ordre du Temple ont grand peine à les empêcher de commettre des imprudences face aux provocations de Baybars qui cherche à attirer les croisés dans des pièges. Ils finissent par rentrer chez eux sans avoir obtenu de résultat notable.

### Préparatifs du roi de France
Malgré les critiques et les refus d'anciens chevaliers croisés en 1248, un certain nombre d'entre eux se croisent : Alphonse de Poitiers, le frère du roi, Charles d'Anjou, son autre frère, Robert II d'Artois, neveu du roi, Thibaut II, roi de Navarre, gendre du roi, Jean Ier le Roux, duc de Bretagne et son fils Jean de Bretagne, comte de Richemont, Hugues XII de Lusignan, comte de la Marche, Jean II de Nesle, comte de Soissons, et Guy III de Châtillon, comte de Saint-Pol.
Le 13 juillet 1270, alors que la flotte fait relâche à Cagliari en Sardaigne, Louis IX annonce que le premier objectif de la croisade est Tunis. On ne sait pourquoi Louis IX a pris cette décision, ni qui l'y a incité. La raison communément admise est que ce fut décidé par son frère Charles d'Anjou. Ce dernier avait en effet des griefs contre la cour de Tunis, qui accueille les partisans des Hohenstaufen et qui avait convaincu les sultans hafsides de ne plus verser à la Sicile le tribut que ces derniers versaient aux Hohenstaufen. Cependant, même si ces perspectives ainsi que celle d'installer un protectorat sur Tunis pouvaient intéresser le roi angevin de Sicile, elles avaient le grand défaut de retarder la reconquête de l'Empire latin de Constantinople où se situaient les ambitions de Charles.
Une autre explication de la décision royale d'opter pour Tunis comme objectif préliminaire de la croisade est l'opposition de Louis IX au projet de son frère Charles d'Anjou d'effectuer un détour par Constantinople. En mars 1270, ce dernier avait rassemblé en Sicile une flotte destinée à apporter de l'aide à la Morée en lutte contre l'empereur byzantin. Ne souhaitant néanmoins pas mécontenter son frère, Charles d'Anjou commande en mai, à partir de ses possessions en Italie méridionale, l'envoi de vivres, de blé et de bestiaux en Sardaigne. Déjà à ce moment-là, il ne pouvait ignorer les intentions que le roi de France révélerait le 12 juillet car ce dernier aurait décidé la concentration de ses croisés en Sicile plutôt qu'à Cagliari s'il avait voulu soutenir les ambitions orientales de son frère, le roi de Sicile. Pour rassurer les croisés qui l'ont accompagné, Louis IX les réunit et précise aux membres de cette grande assemblée que l'Église approuve son projet, puisque cette croisade apporte une indulgence plénière semblable à celle liée à l'expédition vers Jérusalem.
Il a été avancé que le sultan de Tunis était prêt à recevoir le baptême si une force militaire chrétienne était présente pour lui éviter le courroux de son peuple. Si cela s'était réalisé, l'approvisionnement de l'Égypte, en partie assuré par les Hafsides, aurait été amoindri et Tunis aurait peut-être pu servir de base terrestre pour attaquer l'Égypte. On sait qu'une ambassade tunisienne était venue à la cour de France à l'automne 1269, mais on ne connaît pas la teneur des tractations.
Quelles que soient les raisons du détournement de la croisade sur Tunis, celui-ci est une grave erreur stratégique pour les Latins d'Orient. Le 22 juillet 1270, le khan de Perse élimine ses cousins du Turkestan et peut envisager une opération concertée avec Louis IX contre les Mamelouks.

### Siège de Tunis (juillet 1270) et mort de Louis IX (août)

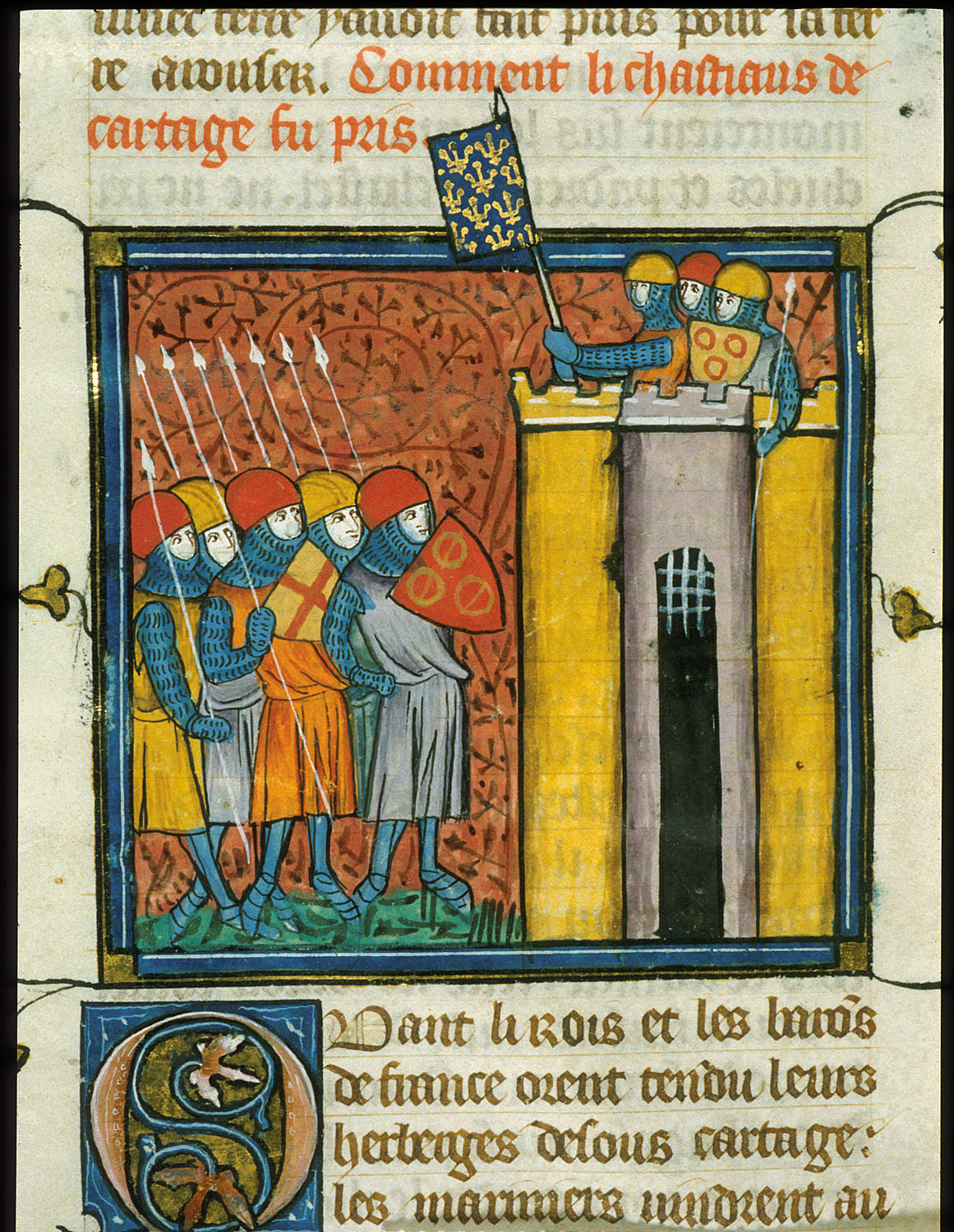
Prise du château de Carthage par les croisés : Robert III Malet de Graville au 1er plan, illustré par Mahiet dans les Grandes Chroniques de France.

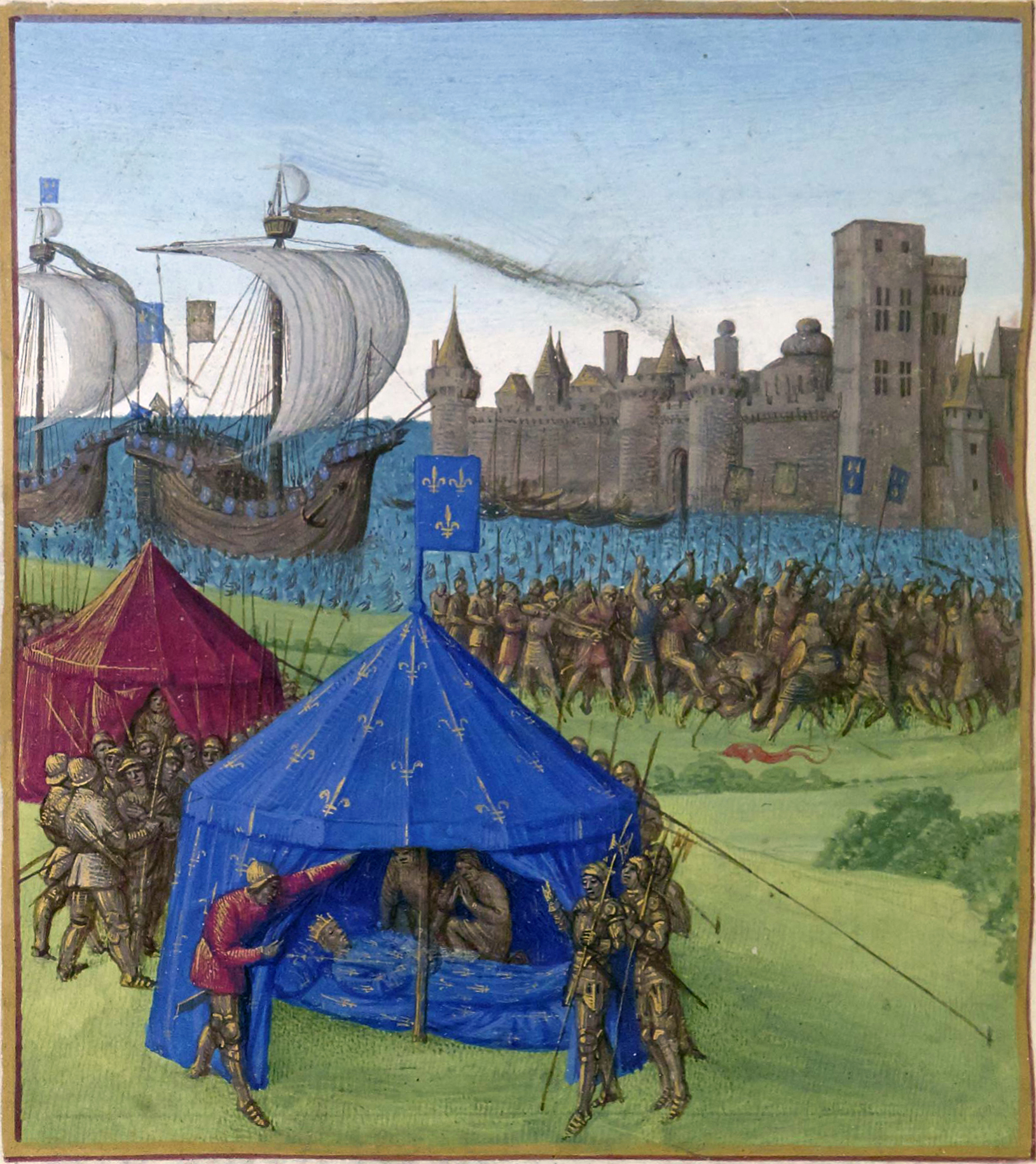
Siège de Tunis et mort du roi Louis IX dans les Grandes Chroniques de France de Jean Fouquet.

Parti de Cagliari le 15 juillet 1270, la flotte de Louis IX débarque devant Tunis le 18 juillet et, même si l'effet de surprise a partiellement joué, les fortifications de Tunis ont pu être réparées et l'approvisionnement de la ville assuré. Une langue de terre qui contrôle l'entrée du port de Tunis est occupée, mais la situation s'avère intenable car ils ne disposent pas d'eau potable. Le 21 juillet, la plaine de Carthage, disposant de plusieurs puits, est occupée, puis la ville de Carthage prise d'assaut le 24 juillet.
Mais, contrairement aux espérances, le sultan de Tunis ne fait pas mine de se convertir, se retranche dans la ville et appelle les Mamelouks à son secours. Baybars, qui a cru que la croisade viserait l'Égypte, a fait mettre le delta en état de défense, puis organise une expédition de secours vers Tunis. Le commandeur du Temple annonce l'arrivée prochaine de Charles d'Anjou et Louis IX décide de l'attendre afin de pouvoir attaquer Tunis avec un maximum de forces. Les musulmans harcèlent en permanence le camp croisé et Louis IX interdit qu'on les poursuive, craignant des pièges. La canicule rend le séjour sous tente insupportable, l'eau des puits n'est pas toujours potable et la maladie se répand rapidement dans le camp. Le 2 août, elle emporte Jean Tristan, le fils du roi, puis le roi lui-même le 25 août, le lendemain de l'arrivée des navires de Charles d'Anjou.
Le nouveau roi, Philippe III, est trop inexpérimenté pour prendre le commandement et, de toute manière, également malade. Aussi Charles d'Anjou prend-il la direction des opérations et réussit à s'emparer du camp musulman le 24 septembre. Le frère de Louis IX connaissait les méthodes d'évitement et de harcèlement employées par les Sarrasins. Trois jours après le décès du roi de France, il fait se rassembler des navires de commerce et des bateaux rapides sur un étang proche de Tunis.
Effrayés par la perspective d'un débarquement en masse, les musulmans renoncèrent à leur tactique. Ils se massent en groupe de combat, permettant aux croisés de livrer une véritable bataille au cours de laquelle le roi de Sicile et le comte Robert II d'Artois fondent sur eux et les mettent en pièces.

### Levée du siège par accord avec le sultan de Tunis (30 octobre 1270)
Les morts sont nombreux du fait des maladies : Raoul de Grosparmy, le légat du pape, Alphonse de Brienne, comte d'Eu, Hugues XII de Lusignan, comte de la Marche et d'Angoulême, le sire de Fiennes, Mathieu III de Montmorency, le maréchal Gautier de Nemours ou le chambellan Mathieu de Villebéon. Cependant, Charles d'Anjou ne souhaite pas la prise de la ville et le sultan de Tunis, dont l'armée est également décimée par les épidémies, souhaite négocier.
Un accord est conclu le 30 octobre. Le sultan verse une indemnité de 210 000 onces d'or, reprend le versement du tribut dû au roi de Sicile, chasse les partisans gibelins de sa cour, accorde la liberté de commerce aux marchands chrétiens et le droit de prêcher et de prier publiquement dans les églises aux religieux chrétiens. En échange, l'armée croisée évacue Tunis en laissant les armes de siège.

### Suites de l'échec de Tunis
Le 10 novembre 1270, le prince héritier Édouard d'Angleterre arrive sur les lieux mais, voyant que la paix a été conclue, repart immédiatement en Terre sainte mener la neuvième croisade. Le comte de Luxembourg, Henry V, se joint aux Anglais. L'armée embarque le 11 novembre et fait relâche le 14 devant Trapani. Dans la nuit du 15 au 16, une tempête particulièrement violente se déchaîne et une quarantaine de navires sombrent. Les croisés conviennent de rentrer en France pour se préparer à une nouvelle croisade qui ne verra jamais le jour.
En septembre 1272, Charles d'Anjou forme une ambassade composé du juriste Robert l'Enfant, Matteo de Riso de Messine et Nicolò de Ebdemonia de Palerme afin de recueillir le tribut que le sultan Abû `Abd Allah Muhammad al-Mustansir devait payer. Il adjoint à cette ambassade des hommes de confiance comme Giovanni da Lentini et Jacques de Taxi. Il demande à ce dernier de faire retour en Sicile du bois des engins de guerre laissés en Tunisie quand les armées croisées retournèrent en Sicile.

## Sources
- Louis-Pierre Anquetil, Histoire de France : depuis les Gaulois jusqu'à la mort de Louis XVI, Paris, Ledentu, 1822, 357 p. (présentation en ligne).
- (en) Judith Bronstein, The Hospitallers and the Holy Land : Financing the Latin East, 1187-1274, Rochester, Boydell Press, 2005, 206 p. (ISBN 978-1-843-83131-0).
- Benoît Grévin, Maghreb-Italie : des passeurs médiévaux à l'orientalisme moderne, XIIIe-milieu XXe siècle, Rome, École française de Rome, 2010, 497 p. (ISBN 978-2-728-30886-6, présentation en ligne).
- René Grousset, Histoire des croisades et du royaume franc de Jérusalem , vol. III : 1188-1291 L'anarchie franque, Paris, Perrin, 1936 (réimpr. 2006), 902 p.
- Louis Moréri, Le Grand dictionnaire historique, t. III, Paris, Libraires associés, 1759, 874 p. (présentation en ligne), p. 200.
- Jean Richard, Saint Louis, roi d'une France féodale, soutien de la Terre sainte, Paris, Fayard, 1983 (réimpr. 1990), 638 p. (ISBN 978-2-213-01168-4).
- Gérard Sivéry, Philippe III le Hardi, Paris, Fayard, 2003, 358 p. (ISBN 2-213-61486-5).